# كأس سابورتا 2001–02
كأس سابورتا 2001–02 (بالإنجليزية: 2001–02 FIBA Saporta Cup)‏  هو موسم من كأس سابورتا. أقيم خلال الفترة 30 أكتوبر 2001 وحتى 30 أبريل 2002، وبمشاركة  24  فريقاً، وفاز فيه منز سانا 1871 باسكت.